# Nyúzó Gáspár Fazekasház
A tiszafüredi Nyúzó Gáspár Fazekasház a füredi fazekasság emlékeit, a fazekasok élet- és munkakörülményeit mutatja be a látogatóknak.
Az épület lakója a Nyúzó-fazekascsalád volt. A házat 1975-ben az Országos Műemléki Felügyelőség népi műemlékké nyilvánította. Hagyományos alaprajzú, háromosztatú, nádtetejű épület, a pitvarból egyik irányba a szoba, a másik irányba a műhely nyílik. A lakás berendezése is a Nyúzó-család tulajdona volt, s több értékes darabja a 19. század közepéről származik. A műhely berendezése viszont már rekonstrukció, melynek néhány darabja más műhelyből került ide. 

## Külső hivatkozás
- A Nyúzó Gáspár Fazekas Tájház részletes bemutatása
- A tájház a Műemlékem.hu-n